# 島根県立大東高等学校
島根県立大東高等学校（しまねけんりつだいとうこうとうがっこう、英: Shimane Prefectural Daito High School）は、島根県雲南市大東町に所在する公立の高等学校。

## 概要
歴史
1919年（大正8年）に開校した「島根県大原郡立農業学校」を前身とする。高等実業女学校・高等女学校を経て1948年（昭和23年）の学制改革で新制高等学校「島根県立大東高等学校」となった。2019年（令和元年）に創立100周年を迎えた。
設置課程・学科・学区
全日制課程 普通科 全県学区（県内に保証人がいれば県外からも制限なく志願可能）
校訓
「誠実・勤勉・高邁」
校章
新制高校が発足した1948年（昭和23年）に当時の国語科教諭・萬波教（校歌の作詞も同じ人物）によって制定された。3本のペン先の絵を組み合わせたものを背景にして、中央に「高」の文字（旧字体）を置いている。
校歌
作詞は萬波教（校章の制定者と同じ）、作曲は高見俊雄による。歌詞は4番まであり、校名は歌詞に登場しない。
同窓会
「八雲会」（やくもかい）と称している。旧制の農業学校（農学校）・高等実業女学校・高等女学校の同窓会も兼ねており、県外では関東・関西・広島に、県内では松江などに支部を置く。

## 沿革
農業学校・高等女学校時代
- 1919年（大正8年）
  - 4月19日 - 「島根県大原郡立農業学校」（修業年限2年）の設立が認可される。初代校長は矢田鶴之助。
  - 4月25日 - 第1回入学式を挙行。第1回入学者数は44名。
  - 8月22日 - 開校式を挙行。
- 1923年（大正12年）4月1日 - 県立移管により、「島根県立大東農学校」（修業年限2年）と改称。校舎（本館等）を改築。
- 1929年（昭和4年）4月1日 - 組織改編の上、「島根県立大東高等実業女学校」（修業年限4年）が設置される。1学年の定員を50名とする。
  - 大東農学校は生徒募集を停止し、1928年（昭和3年）入学生が卒業するまで存続。
- 1930年（昭和5年）
  - 3月31日 - 島根県立大東農学校が廃止される。
  - 11月5日 - 校舎の増改築が完了し、講堂等が完成。
- 1937年（昭和12年）3月14日 - 木造平屋建ての寄宿舎が完成。
- 1941年（昭和16年）4月1日 - 組織改編の上、「島根県立大東高等女学校」（修業年限4年）に改称。定員を400名とする。
- 1945年（昭和20年）4月29日 - 校舎を増築。
- 1946年（昭和21年）4月1日 - 専攻科（修業年限1年）を併設。
- 1947年（昭和22年）4月1日 - 学制改革（六・三制の実施、新制中学校の発足）
  - 高等女学校の生徒募集を停止（1年生不在）。
  - 新制中学校を併設し（名称:島根県立大東高等女学校併設中学校、以下・併設中学校）、高等女学校1・2年修了者を新制中学校2・3年生として収容。
  - 併設中学校はあくまで経過措置として暫定的に設置されたため、新たに生徒募集は行われず（1年生不在）、在校生が2・3年生のみの中学校であった。
  - 高等女学校3年修了者はそのまま高等女学校4年生となり、高等女学校4年修了者は卒業もしくは専攻科に進学する。

新制・高等女学校
- 1948年（昭和23年）
  - 4月1日 - 学制改革（六・三・三制の実施、新制高等学校の発足）
    - 高等女学校が廃止され、新制高等学校「島根県立大東高等学校」（女子校）が発足。修業年限を3年、1学年あたりの定員を100名とする。
      - 高等女学校専攻科修了者（5年修了者）を新制高校3年生、高等女学校卒業生（4年修了者）を新制高校2年生として収容。
      - 併設中学校卒業生（3年修了者）を新制高校1年生として収容。
      - 併設中学校は新制高校に継承され（名称:島根県立大東高等学校併設中学校）、在校生が1946年（昭和21年）に高等女学校へ最後に入学した3年生のみとなる。

  - 5月22日 - 新制高校の開校式を挙行。
  - 10月1日 - 定時制課程普通科を併設。修業年限4年・1学年あたりの定員を50名とする。
  - 11月21日 - 定時制高校の開始式を挙行。
- 1949年（昭和24年）
  - 3月31日 - 併設中学校を廃止（旧制4・5年から新制3年への修業年限の移行が完了）。
  - 4月1日 - 高校三原則に基づき、島根県内の公立高校再編が行われ、男女共学を開始。
  - 4月27日 - PTAが発足。
  - 4月30日 - 運動場を拡張。
- 1950年（昭和25年）
  - 4月10日 - 校歌を制定。
  - 6月25日 - 図書館が完成。
- 1952年（昭和27年）7月19日 - 体育館が完成。
- 1953年（昭和28年）4月1日 - 全日制課程に家庭科を併設。
- 1954年（昭和29年）10月31日 - 体育館を増築。
- 1956年（昭和31年）4月1日 - 全日制課程家庭科の募集を停止し、普通科の学級を増設。
- 1958年（昭和33年）
  - 3月31日 - 全日制課程家庭科を廃止。
  - 4月1日 - 定時制課程の募集を停止し、全日制普通科の学級を増設。
- 1961年（昭和36年）3月31日 - 定時制課程を廃止。
- 1962年（昭和37年）8月28日 - 球技場が完成。
- 1968年（昭和43年）3月28日 - 鉄筋コンクリート造4階建ての校舎が完成。
- 1969年（昭和44年）4月4日 - 鉄筋コンクリート造2階建ての管理棟（東半分）が完成。
- 1970年（昭和45年）4月3日 - 鉄筋コンクリート造2階建ての管理棟（西半分）が完成。
- 1971年（昭和46年）2月25日 - 体育館が完成。
- 1972年（昭和47年）3月31日 - 本館3階増築が完成。
- 1974年（昭和49年）9月20日 - 運動場を拡張。部室1棟（4部屋）を新築。
- 1977年（昭和52年）1月28日 - 旧寄宿舎を修繕し、「耕心寮」と命名。
- 1979年（昭和54年）11月7日 - 第3棟の改築が完了。
- 1983年（昭和58年）5月25日 - 山中校長が在職中に死去。
- 1988年（昭和63年）3月28日 - 格技場を改築。
- 1989年（平成元年）3月10日 - 第4棟が完成。
- 1998年（平成10年）3月25日 - 全校舎リフレッシュ工事を完了。
- 2006年（平成18年）3月31日 - 普通教室（12教室）に冷房を設置。
- 2009年（平成21年）9月4日 - 体育館の耐震補強工事を完了。
- 2010年（平成22年）
  - 6月26日 - 耕心寮を解体。
  - 8月30日 - 部室棟を新築。
- 2011年（平成23年）8月 - 第5棟（特別教室）が完成。

## 部活動
体育部
- 剣道部
- バスケットボール部
- 空手道部
- ソフトテニス部
- バレーボール部
- 陸上部
- ソフトボール部
- バドミントン部
- 野球部

文化部
- JRC部 （Junior Red Cross）
- 茶道部
- 吹奏楽部
- 生活科学部
- 写真部
- 美術部

## 著名な出身者
- 佐野史郎（俳優）中退、その後島根県立松江南高等学校に編入学。
- 野々村直通（開星高等学校野球部元監督）
- 福山博之（プロ野球選手）